# (10021) Henja
(10021) Henja (1979 QC1) – planetoida z pasa głównego asteroid okrążająca Słońce w ciągu 3,6 lat w średniej odległości 2,35 j.a. Odkryta 22 sierpnia 1979 roku.